# Romeo Joseph
Romeo Joseph (ur. 13 kwietnia 1992) – nigeryjski zapaśnik walczący w obu stylach. Brązowy medalista igrzysk wspólnoty narodów w 2010 w stylu klasycznym i siódmy w stylu wolnym. Trzeci na mistrzostwach Afryki w 2018 roku.